# Фредерик Уилям Бичи
Фредерик Уилям Бичи (на английски: Frederick William Beechey) е английски военноморски офицер, географ и изследовател.

## Ранни години (1796 – 1825)
Роден е на 17 февруари 1796 година в Лондон, Великобритания. През 1806 постъпва в Кралския военноморски флот и участва във войните с Франция.
През 1818 участва в експедицията на Джон Франклин, а през 1819 – 1820 – в експедицията на Уилям Едуард Пари.
През 1821 – 1822 участва в проучването и картирането на средиземноморския бряг на Африка, на изток от Триполи под ръководството на капитан, а след това адмирал Уилям Хенри Смит.

## Изследователска дейност (1825 – 1847)
През 1825 Бичи е назначен за командир на експедиция на кораба „Блосом“, задачата на която е да проучи Беринговия проток и съединяване с провеждащата се по това време от изток експедиция на Джон Франклин. Преди достигането си до северозападните брегове на Северна Америка, през януари 1826 г., подробно изследва архипелага Туамоту и в него открива атола Фангатауфа (Кокбърн, 5 км2, 22°15′ ю. ш. 138°45′ з. д. / 22.25° ю. ш. 138.75° з. д.) и островите Ванавана (Бароу, 2,5 км2, 20°47′ ю. ш. 139°09′ з. д. / 20.783333° ю. ш. 139.15° з. д.) и Ахунуи (Байам Мартин, 5,7 км2, 19°38′ ю. ш. 140°25′ з. д. / 19.633333° ю. ш. 140.416667° з. д.).
През юли 1826 преминава през протока и достига до 71°23'31" с.ш. и 156°21'30" з.д., достигайки на 146 мили западно от точката, достигната от изток от експедиция на Франклин. Експедицията на Бичи описва и картира цялото северозападно крайбрежие на Аляска, като открива нос Бароу (71°17′44″ с. ш. 156°45′59″ з. д. / 71.295556° с. ш. 156.766389° з. д., най-северната точка на Аляска, която повече от 25 години, до откриването на п-ов Бутия, се смята за най-северната точка на Северна Америка).
През 1835 – 1836 капитан Бичи изследва и картира югозападното крайбрежие на Южна Америка, а през 1837 – 1847 извършва детайлно картиране на бреговете на Ирландия.

## Следващи години (1848 – 1856)
През 1850 е назначен за ръководител на морския отдел на Съвета за търговията, през 1854 е произведен в адмирал, а през следващата година е избран за президент на Кралското географско дружество.
Умира на 29 ноември 1856 година в Лондон на 60-годишна възраст. 

## Памет
Неговото име носят:
- езеро Бичи (65°20′ с. ш. 106°49′ з. д. / 65.333333° с. ш. 106.816667° з. д.) в Канада;
- нос Бичи (81°54′ с. ш. 63°04′ з. д. / 81.9° с. ш. 63.066667° з. д.) на североизточния бряг на остров Елсмиър в Канадския арктичен архипелаг;
- нос Бичи Пойнт (68°10′ с. ш. 107°34′ з. д. / 68.166667° с. ш. 107.566667° з. д.) на южния бряг на полуостров Кент в Северна Канада;
- нос Бичи Пойнт (75°06′ с. ш. 113°01′ з. д. / 75.1° с. ш. 113.016667° з. д.) на брега на остров Мелвил в Канадския арктичен архипелаг, на северното крайбрежие на залива Лидон;
- остров Бичи (74°43′ с. ш. 91°51′ з. д. / 74.716667° с. ш. 91.85° з. д.) край югозападното крайбрежие на остров Девън в Канадския арктичен архипелаг.

## Трудове
- Narrative of a voyage to the Pacific and Bearing's Striat...in the years 1825, 1826, 1827, 1828, London, 1831, v. I-II.